# Злата Мегленска
Света великомученица Злата Мегленска је рођена у селу Слатини у Мегленској области, од сиромашних сеоских родитеља, који имаху још три кћери. Света Злата беше кротка и побожна девојка, мудра мудрошћу Христовом и златна не само по имену него и по срцу богобојажљивом. Када Злата једном изађе на воду, ухватише је неки бесрамници Турци и одвукоше у своју кућу. Када јој један од њих нуђаше да се потурчи и да му буде жена, неустрашиво одговори Злата:
„Ја у Христа верујем, и Њега јединога знам као Женика свога; Њега се нећу одрећи никада, макар ме ви и на хиљаде мука метнули и на комаде секли“.
Тада јој дођоше родитељи њени са сестрама. И рекоше јој родитељи:
„Кћери наша, смилуј се себи и нама, родитељима својим и сестрама, одреци се Христа привидно, да будеш срећна и ти и ми, а Христос је милостив, опростиће ти грех, учињен у нужди живота“.
И плакаху горко родитељи бедни и сестре и рођаци. Но витешка душа свете Злате не даде се победити ђаволским замкама. Она одговори родитељима својим:
„Кад ме ви саветујете да се одрекнем Христа, истинитог Бога, нисте више родитељи моји ни сестре моје; имам оца Господа Исуса Христа, и мајку Богородицу, и браћу и сестре - светитеље и светитељке“.
Тада је Турци бацише у тамницу, где лежаше три месеца; и извођаху је сваки дан и шибаху док крв њена не затопи земљу. Најзад је обесише стрмоглав и подложише ватру, да би се од дима угушила. Но Господ беше са Златом и даваше јој силу у страдању. На послетку је обесише о дрво и исекоше сву на мале комаде. И тако ова мужествена девица предаде дух свој Богу и пресели се у рајска насеља 1795. године. Комаде њених моштију разнеше хришћани по својим домовима ради благослова.

## Поштовање и канонизација
Године 1912. у Скопљу је избио устанак Срба против Турака. По предању, 13. октобра пред српским војницима јавила се девојка, која им је укрепила дух и охрабрила их пред бојем, чиме је помогла извојевање победе над Турцима. У тој девојци Срби су познали Злату Мегленску, која је и сама својевремено пострадала од Турака. После тога Срби прибројаше великомученицу Злату лику светих и у спомен на чудо у Скопљу установише празновање ове светитељке на дан 13. октобра (26. октобра по новом, јулијанском календару).
Света великомученица Злата Мегленска, нарочито се поштује међу Македонцима и Бугарима. Бугарска православна црква прославља је 18. октобра (по јулијанском календару).